# Морант, Диана
Диана Морант Риполь (исп. Diana Morant Ripoll; род. 25 июня 1980, Гандия) — испанский политический и государственный деятель. Генеральный секретарь Социалистической партии Валенсии (регионального отделения Испанской социалистической рабочей партии, PSPV–PSOE). Действующий министр науки и инноваций Испании с 12 июля 2021 года (с 21 ноября 2023 года — министр науки, инноваций и высшего образования Испании). В прошлом — мэр Гандии (2015—2021), депутат совета провинции Валенсия (2015—2017).

## Биография
Родилась 25 июня 1980 года в Гандии.
В 2007 году окончила Политехнический университет Валенсии, где изучала телекоммуникационные системы.
По результатам муниципальных выборов 2011 года Испанская социалистическая рабочая партия получила 10 мест в городском совете Гандии и Морант в 2011—2015 годах была членом совета. В июне 2014 года Морант избрана главой отделения партии в Гандии. По результатам муниципальных выборов 2015 года Испанская социалистическая рабочая партия получила 7 мест в городском совете Гандии, а Морант избрана мэром Гандии. В 2015 году стала депутатом совета провинции Валенсия. В 2017 году покинула совет провинции, чтобы сосредоточиться на обязанностях мэра. Во время мэрства Морант Гандия была объявлена в 2017 году культурной столицей Валенсии. По результатам выборов 2019 года Испанская социалистическая рабочая партия получила 11 мест в городском совете Гандии и Морант переизбрана мэром Гандии, получила 15 голосов советников.
12 июля 2021 года назначена министром науки и инноваций во коалиционном правительстве под руководством премьер-министра Педро Санчеса, сменила Педро Дуке. С 21 ноября 2023 года — министр науки, инноваций и высшего образования Испании в следующем коалиционном правительстве под руководством премьер-министра Педро Санчеса.
24 марта 2024 года возглавила Социалистическую партию Валенсии (региональное отделение Испанской социалистической рабочей партии, PSPV–PSOE), сменила Хоакина Пуига. На внеочередном съезде в Беникасим в провинции Кастельон новый исполнительный совет PSPV–PSOE получил поддержку 80,2 % делегатов.